# 蔚藍檔案
《蔚藍檔案》（中国大陆有时也用非官方名称“碧蓝档案”）為NEXON旗下子公司NEXON Games開發且於2021年發行的校園美少女風格手機遊戲。
本遊戲最早由上海悠星旗下海外日本子公司Yostar於2021年2月4日在日本首發上市；包含繁體中文、英文、韓文、泰文的國際版，則由NEXON旗下子公司NEXON Korea全球直營且於2021年11月9日推出；簡體中文版則由上海悠星旗下子公司上海星嘯於2023年8月3日代理發行。
2023年1月22日，于日文版服务器运营二周年纪念直播中宣布电视动画化，标题定为「蔚蓝档案 The Animation」。动画于2024年4月7日至6月23日在东京电视网等多个电视台播出。
Microsoft Windows版已经在Steam游戏平台推出，原本预计2025年6月24日推出，但由于审核流程中的相关原因被推迟，最终于2025年7月4日正式在Steam游戏平台推出。但是封锁了中国大陆地区（不包括香港、澳门、台湾地区）、日本地区和德国地区（即禁止这些地区的账号使用者购买Microsoft Windows版《蔚蓝档案》）。

## 遊戲系统

蔚藍檔案的一場戰鬥（综合战术考试·射击考试），展示了其戰鬥系統。

《蔚蓝档案》是一款战略角色扮演游戏，玩家扮演的角色为老师。
从游戏主界面进入名为业务区的界面后，玩家可以选择进入不同的战斗模式或是阅读剧情，故事中也会穿插着该部分剧情中角色参与的战斗，战斗会消耗挑战道具或是随着时间推移增加的体力。玩家一次可以选择六名学员参与战斗，其中4名突击学员作为先锋部队与敌人接触，2名支援学员在后方为先锋提供援助。在进行“任务”这一模式下的战斗时，玩家需要在六边形网格状地图上与AI敌人进行回合制战斗。进行挑战可以让玩家获得道具并解锁新的关卡，进而提培养学员和解锁新的游戏内容。在战斗中，玩家通过俯视的视角观察关卡战况，需要在有限的时间内击败多波敌人；玩家可以通过消耗随着时间推移增加的技能点数，使用学员的必杀技能。系统会提供所有6名参与战斗学员必杀技能中的3个，供玩家从中选择使用；玩家也可以在战斗中调整速度和开启自动模式。
游戏中的每个学员都有她们的4种技能，除了前文提及的必杀技能外，其他技能都会在战斗中自动产生效果，玩家可以通过消耗道具和游戏中的货币给技能升级。学员的战斗属性包括了攻击类型、防御类型和不同环境下的战斗力，不同的攻防类型之间存在相互克制的关系。玩家还可以通过提升学员的装备、等级和星级（★）来培养学员。
游戏内亦含有与学员互动的系统“咖啡厅”“日程”和“桃信”（モモトーク）、制作游戏道具的系统“制造”、游戏道具商店以及玩家组织系统“小组”，玩家可以从主界面进入这些系统。

## 情节与角色

### 設定
本遊戲以虛構的學園都市「奇普托斯」為舞台，該城市有著數千所不同學風的學校，培養著為數眾多的菁英學生。奇普托斯有著獨特的政治體制，大部分學校擁有所屬的自治區，學校對自治區有著全權管理之權力；各學校由類似於聯邦政府的「聯邦學生會」，在尊重各校自治權的前提下統御，進行奇普托斯全域管理。奇普托斯的管理中樞「圣所之塔」設立在聯邦學生會直轄區，而夏萊所在地的地下室亦存在一個工藝室，裡面的「培養皿」可以生產任何物質。在奇普托斯上學的學生頭頂，存在名為光環的類似天使光環發光體，它沒有質量也無法觸摸到但是可破壞，在睡眠或失去意識與死亡狀態會消失。
故事開始前不久，聯邦學生會長突然失蹤導致其陷入癱瘓的狀態，倚靠聯邦學生會長超乎常人的行政能力而制止住一時的奇普托斯各種問題，開始浮出檯面，例如面對幾個反派組織——自稱神聖求道者且擁有10名信奉者的AI神名十文字、秘密結社蓋瑪特利亞和巨型企業凱撒。為了阻止這一切，聯邦學生會請求聯邦搜查社團「夏萊」（S.C.H.A.L.E）協助解決各項問題。它是聯邦學生會長失蹤前認可的最後一個組織，擁有凌駕各學校規定之超法規權限的跨校社團。玩家扮演一名被聯邦學生會長失蹤前，親自從奇普托斯外聘請來的教員「老師」，進行夏萊成立後的第一次正式運作。老師透過借調各學校願意協助的學生，行動時臨時隸屬於夏萊之下，處理奇普托斯內的各種問題，並且深入調查籠罩奇普托斯的層層謎團。

### 劇情
故事以老師被聯邦學生會行政官七神琳叫醒，得知聯邦學生會長突然失蹤開始。與面對前來直轄區質詢的學生組織幹部們見面後，老師指揮她們與越獄的逃犯們交戰，來到了夏萊所屬建築前。在夏萊的地下室裡，七神琳撿起地上的什亭之箱交給老師——雖然它看起來像一個平板設備，但它可以干擾圣所之塔並操作工藝室。老師輸入密碼後，什亭之箱連接到了主作業系統，她是一個名為彩奈的人工智能，自此老師正式開始了在夏萊的工作。
| Vol | 篇章名           | 地区             |
| --- | ---------------- | ---------------- |
| Vol.1 | 對策委員會       | 阿拜多斯高中     |
| 老師受阿拜多斯高中學生的委託，來到了這座被沙塵暴、高利貸和暴力團體困擾的學校，學生們面對學校停辦成立了對策委員會。老師到來後，學生們發現還的貸款利息進了凱撒集團的地下銀行，便聯合他校學生搶劫銀行，從得到的檔案中得知凱撒資助著她們的敵人。此後委員會會長小鳥遊星野答應蓋瑪特利亞的要求，成為實驗品試圖挽回校園。老師得知此事後向格黑娜和三一綜合學園求援，指揮學生們救出了星野，保住了阿拜多斯高中。 |                  |                  |
| Vol.2 | 發條花的帕凡舞曲 | 千年科學學園     |
| 老師接受了千年科學學園即將被廢止的社團「遊戲開發部」成員委託，和部員才羽姐妹來到千年自治区的一處廢墟，試圖尋找遊戲開發秘籍「G.BIBLE」，但只找到一個機器人。三人為機器人取名「天童愛麗絲」，讓她在該校就讀並加入了遊戲開發部。不久遊戲開發部找到秘籍，開發出的遊戲拿下學園大獎，社團得以存續。但愛麗絲在接触一神秘机械後失控，被研討會會長帶走。老師帶領部員聯合特務部門C&C救出了他，意外揭發了研討會會長挪用公款一事。 |                  |                  |
| Vol.3 | 伊甸園條約       | 三一綜合學園     |
| 為化解三一綜合學園和格黑娜學園之間的矛盾，前者的學生會「茶會」和後者的學生會「萬魔殿」準備締結伊甸園條約，設立協調兩校衝突的伊甸機構。此時在三一綜合學園中，接受委託的老師為臨時社團「補課部」四名成員補習，讓她們免受退學困擾。然而此事背後，還有「茶會」領袖之一聖園彌香聯合奧利斯分校，試圖破壞條約締結、獨攬三一綜合學園權力的陰謀。補課部成員經過努力阻止了彌香的奪權行動，最終通過了補考。不料在兩校締結條約時，奧利斯分校來犯。老師向阿拜多斯高中求援，聯合兩校擊敗了鬧事的特殊小隊。此後奧利斯內亂，對未完成任務的特殊小隊進行追捕，老師向她們伸出了援手。 |                  |                  |
| Vol.4 | 卡班諾的兔子     | SRT特殊學園      |
| 在聯邦學生會長失蹤后，她直屬的SRT特殊學園被聯邦學生會決議廢除，并入女武神警察學園。SRT特殊學園的學生對該決議表示不滿，一年級學生結成的RABBIT小隊占據了一個公園作爲根據地持續抗議。老師瞭解情況后出手協助RABBIT小隊在公園生活。在Vol.Final的事件解決后，聯邦學生會内部發生政變，防衛室長不知火香耶密謀凱撒集團和被脅迫的三年級FOX小隊篡權奪取了首席行政官七神琳的權力。老師與RABBIT小隊合作挫敗了政變、逮捕了香耶和FOX小隊。 |                  |                  |
| Vol.Final | 所有奇蹟的起點   | 奇普托斯各處     |
| 奇普托斯各處突然出現了大量入侵的敵對生物，并且在奇普托斯上空75,000米處出現入侵的飛船。老師帶領奇普托斯全體學生在地面上擊敗入侵者，后駕駛飛船升入太空與入侵奇普托斯的飛船中的“誘騙者”對抗。在入侵者的飛船中老師得知“誘騙者”是平行世界的老師：平行世界中的奇普托斯在聯邦學生會長失蹤后徹底失控，學生幾乎死亡殆盡，老師也在戰鬥中受重傷。誘騙者帶著幸存的砂狼白子駕駛飛船前往平行世界逃難，最後在將她托付給玩家后嚥氣。老師在彩奈和誘騙者的個人秘書“星奈”的保護下，從75,000米高處安全墜落回奇普托斯，被學生熱烈歡迎。 |                  |                  |
| Vol.5 | 百花繚亂         | 百鬼夜行聯合學園 |
| 百鬼夜行的百花繚亂紛爭調停委員會名存實亡，成員們因爲各自的原因停止了百花繚亂的活動。老師前來與陰陽部討論百鬼夜行正在籌備的慶典，提到了「花鳥風月部」寄來的恐嚇信。恰巧紫也來到陰陽部，表示希望通過「繼承戰」復興百花繚亂。但「繼承戰」需要其他成員協助進行，爲此她與老師一同尋找前輩，並瞭解了她們不願回歸的原因與一些百花繚亂的往事。紫的計劃並不順利，前輩們不願進行「繼承戰」，且紫的戰鬥能力不如前輩，在與桔梗的「繼承戰」中敗北；另外，還瞭解到紫是慶典的巫女。在這之後老師遇到了「花鳥風月部」的成員與名草。在與名草交談時慶典上卻出現了幻魎百物語，街道陷入混亂。百花繚亂的成員都在為平定場面行動著。但攻擊對怪談無用，只有具有資格的百花繚亂成員才能對其造成傷害。棕櫚利用了身爲巫女的紫製造了「無貌的形代」並使街道陷入火海。在老師的引導下，名草與其他成員一起打倒了棕櫚。百鬼夜行回歸了平靜。 |                  |                  |
| Vol.EX | 十字神名         | 奇普托斯各處     |
| Vol.6 | 逝去之刻的神劇   | ？               |

## 主題曲
日服主題曲Clear Morning
由小倉唯演唱。使用主題曲的動畫PV由悠星動畫製作，由李衡達導演並發行。
国际服主題曲Target for love
由李珍雅演唱，包含韓語與英語兩種版本。
简中服主題曲Blue Canvas
由ClariS演唱，作词作曲编曲均为丸山真由子。
最終章結尾曲
由鹿乃演唱，夕野ヨシミ（IOSYS）作词，Mitsukiyo作曲。

## 制作
《蔚蓝档案》的开发工作在2018年3月开始，项目由Nexon的子公司NEXON Games负责，他们将目标市场定位在日本，面向那些喜欢美少女这类角色的玩家。游戏最先开始设计的是战斗系统，制作组设计了一个以Q版角色远程战斗为中心的系统，并在关卡中添加了掩体等战术要素。战斗系统设计完成后，由金仁领导的美术团队开始思考游戏的美术风格，并为角色编写容易让玩家喜欢的角色设定。最终制作团队总结出了美术风格可爱、设定上各具魅力的角色、使用枪械和掩体的战斗以及具有学园社团活动的世界观，作为开发本游戏的理念。
本作美术团队在最初的开发阶段对市场情形进行了分析，他们发现当时智能手机上以美少女为特点的游戏世界观风格已经从奇幻过渡到了沉重，导致了沉重风格的这类游戏市场饱和。制作组由此认为下一个时代玩家的需求是明快休闲的游戏，于是他们将强调清涼及日常感的“枪械及校园生活”定为核心概念，使用“清新淡雅的色调”给游戏画面配色。金仁在确定美术风格后开始思考角色设定，他将“让玩家对角色产生好感”视为自己最重要的任务，以方便编剧编写剧情为出发点来创作角色设定，这一目标以在设定中埋下登场角色过去或是未来的桥段来实现。金仁亦认为这样的剧情能够让玩家抱有对未来剧情的期待，让用户更容易留在游戏中。在美术团队对市场进行了调研后，他们将玩家群体定位在受到1990到2000年代日本动画影响的观众，以此相比同类游戏扩大了角色的“战斗”和“校园日常”两部分的差异。为了实现上述目标，制作组招募了大量新员工。
本游戏的制作人金用河在Phantagram、Nexon和Smilegate有过工作经历，他认为玩家对于韩国游戏已经形成了诸如“冲榜”的刻板印象，于是他从韩国擅长的动画领域出发，和日本区服务器负责人朴炳林一同为本作打造宣传动画。本作剧本则由梁主宁担任总监，他在构建剧情基本的世界观、剧情大纲后，让编剧团队去把故事写完。梁主宁主要负责主线剧情的大纲，不过活动剧情的大纲亦由他参考林钟圭导演制定的活动日程来编写。梁主宁为他参与的前一个作品中设定了一个核心角色导致故事的自由度和多样性打了折扣、新角色亦无法获得人气感到遗憾，因此他在编写本作的剧情大纲时，为每个角色都设置了以其为主角的故事。梁主宁亦在剧情中加入了各种文化元素，来引发玩家对剧情的讨论。

## 发行
2020年7月17日，Yostar面向日本公布了《蔚蓝档案》的消息，并于同日开启了为期2周的β删档测试预约，共有1000名玩家获得测试资格，8月6日至8月16日为他们参与β测试的时间。本作的日版原计划于2020年发行，但开发团队认为游戏质量需要进一步提升，便延期到了2021年2月4日发行。
2021年8月18日，NEXON公布了蔚蓝档案国际版的官方网站，同日发布了第一个宣传视频。10月13日，NEXON发布了游戏制作人金用河的访谈视频。在访谈中制作人表示，国际版的服务器将支持繁体中文、英文、韩文、泰文四种语言，游戏内容相对日服会作出调整。次日国际服开始了预约活动，参与预约的玩家可以在开服后按照不同的预约人数领取不同的游戏礼包，官方亦同时公开了国际服特有的原声带和新宣传动画。11月2日，NEXON宣布预约人数已经突破100万人，并宣布游戏的发行时间为11月9日。2022年5月27日，NEXON为纪念国际版发行半年（200天）举办了线上音乐会，人气YouTuber兼歌手Raon与为游戏作曲的三名作曲家一起演奏原声带曲目。
2023年3月20日，中華人民共和國新聞出版署發布了進口網络遊戲審批公告，本作的簡體中文版獲得該部門下發的版號，被允許於中国大陆地區發行。簡體中文版運營上海星嘯於3月31日公開了官方網站，同時開放了遊戲預約。遊戲於6月22日至7月5進行了刪檔計費的「邂逅测试」，玩家在該次測試中充值享受在遊戲正式發布時的返利。7月8日，上海星嘯宣佈於8月3日開啟本遊戲簡體中文版全平台公測，此後該版本的遊戲如期發行。該版本發行滿一个月時，制作人對玩家表示了感謝，亦提及了運營中的不足之處。
2024年10月23日，华为在官方bilibili账号上发布了“【HarmonyOS NEXT】原生游戏，流畅无界”的视频，其中简体中文版《蔚蓝档案》出现在视频中。11月，HarmonyOS NEXT版《蔚蓝档案》上线，官方网站也出现了下载按钮。
2025年4月11日，NEXON在国际服3.5周年直播中宣布了开发Windows版的消息，并预定于2025年夏季登陆Steam平台。

## 联动
2023年1月至2月，为了迎接蔚蓝档案国际版改版，运营与KIRABASE动漫展联动，期间在台湾设立活动限定餐厅。同年2月1日至3月15日，游戏日版运营为庆祝游戏开放2周年，与秋叶原多家店铺展开名为“暗号机关的挑战书”（暗号仕掛けの挑戦状）的联动，玩家可以通过阅读参与联动店铺的小册子，扫描上面的二维条形码收集印章获取解谜提示，完成解谜可以获得游戏内的道具。参与联动的店铺中，野郎拉面将自己秋叶原总店的名称改为与角色黑见芹香剧情相关的“柴关野郎拉面”并推出联动主题拉面，联动期间店铺门口排起了长队。7月15日至8月31日，为宣传游戏国际版终章第一部分剧情开放，运营与台湾豬排專門店吉豚屋联动，推出多款联动主题饮食。
2025年3月20日，游戏简中版与必胜客联动，推出联动主题套餐与周边。

## 改編作品

### 漫画
漫画《蔚藍檔案 便利屋68業務日誌》由作画，原定于2021年秋天开始连载，但当年12月宣布2022年开始连载。作品此后于2022年10月14日开始在Comic Bushiroad WEB（コミックブシロードWEB）连载，单行本由KADOKAWA出版。
蔚藍檔案 便利屋68業務日誌
| 卷數 | KADOKAWA     | KADOKAWA               | 四川美术出版社 | 四川美术出版社         | 尖端出版社    | 尖端出版社                                                 |
| 卷數 | 發行日期     | ISBN                   | 發行日期       | ISBN                   | 發行日期      | EAN / ISBN                                                 |
| ---- | ------------ | ---------------------- | -------------- | ---------------------- | ------------- | ---------------------------------------------------------- |
| 1    | 2023年6月8日 | ISBN 978-4-04-899569-6 |                | ISBN 978-7-5740-1234-9 | 2024年2月5日  | EAN 471-770-229-615-5（通路特裝版） ISBN 978-626-377-589-3 |
| 2    | 2024年1月6日 | ISBN 978-4-04-899582-5 |                |                        | 2025年2月11日 | EAN 471-770-229-735-0（通路特裝版） ISBN 978-626-403-439-5 |
| 3    | 2024年7月8日 | ISBN 978-4-04-899630-3 |                |                        |               |                                                            |
| 4    | 2025年2月7日 | ISBN 978-4-04-899659-4 |                |                        |               |                                                            |

蔚藍檔案遊戲開發部大冒險！
| 卷數 | 史克威爾艾尼克斯 | 史克威爾艾尼克斯       | 東立出版社    | 東立出版社                                                  |
| 卷數 | 發行日期         | ISBN                   | 發行日期      | ISBN                                                        |
| ---- | ---------------- | ---------------------- | ------------- | ----------------------------------------------------------- |
| 1    | 2024年6月12日    | ISBN 978-4-7575-9252-0 | 2025年3月31日 | ISBN 978-626-02-3218-4（首刷限定版） ISBN 978-626-02-3217-7 |
| 2    | 2024年10月10日   | ISBN 978-4-7575-9474-6 |               |                                                             |
| 3    | 2025年2月12日    | ISBN 978-4-7575-9676-4 |               |                                                             |

蔚藍檔案 
| 卷數 | 一迅社        | 一迅社                 |
| 卷數 | 發行日期      | ISBN                   |
| ---- | ------------- | ---------------------- |
| 1    | 2025年1月23日 | ISBN 978-4-7580-2840-0 |

### 动画
2023年1月22日，於日文版伺服器營運2週年紀念直播中宣佈了电视动画《蔚藍檔案 The Animation》的制作消息，并于日版2.5周年的纪念日公开了动画导演、角色设计和制作公司名单。2024年1月20日，在《蔚蓝档案》日版3周年线下庆典上，游戏官方公布了动画工作人员名单及其他角色设计，於同年4月至6月播放。

#### 製作人員
- 原作：蔚蓝档案（NEXON Games开发，悠星配信）
- 原作剧本导演：isakusan
- 原作美术导演：金仁
- 導演：山岸大悟
- 副導演：牧俊治
- 系列構成：大野木宽、山岸大悟
- 角色設定、總作畫監督：萩原弘光
- 主动画师：森七奈、米田纮、八木原唯、张鑫
- 美术监督：荒井和浩
- 色彩設計：滨冈幸治
- 3DCG导演：河原佑树
- 攝影監督：后藤晴香
- 編輯：高桥步
- 文艺监修：浅藤萤
- 音響監督：納谷僚介
- 音響制作：STUDIO MAUSU
- 音乐：40mP
- 音乐制作：INCS toenter
- 動畫製作：Yostar Pictures、studio CANDYBOX
- 製作：阿拜多斯商店街

#### 主題曲
片頭曲青春档案
主唱：阿拜多斯高中对策委员会，作詞、作曲、編曲：40mP
片尾曲正午天空的月亮
主唱：阿拜多斯高中对策委员会，作詞、作曲、編曲：RED

#### 劇集列表
| 集數       | 標題             | 劇本              | 分鏡              | 演出                   | 作畫監督                                       | 動作效果監督      | 總作畫監督               | 首播日期      |
| ---------- | ---------------- | ----------------- | ----------------- | ---------------------- | ---------------------------------------------- | ----------------- | ------------------------ | ------------- |
| Archive 1  |                  | 山岸大悟 大野木寬 | 山岸大悟          | 山岸大悟               | 于卓鷺 森七奈                                  | 酒井智史          | 萩原弘光                 | 2024年 4月7日 |
| Archive 2  |                  | 大野木寬          | 牧俊治            | 牧俊治                 | 森七奈 于卓鷺 齋藤佳子 胡峰城 穆亞蝶           | -                 | 萩原弘光 齋藤健吾        | 4月14日       |
| Archive 3  |                  | 大野木寬 山岸大悟 | 增田敏彥 山岸大悟 | 小林壽德               | 石原惠治 平田雄三 中村優作 小林史緒里 羽野廣範 | 磯野智 佐佐木政勝 | 森七奈                   | 4月22日       |
| Archive 4  |                  | 大野木寬          | 東亮祐            | 小松和真               | 中村Production： 佐藤美音子 RA CRAFT： 天界：  | -                 | 齋藤健吾 森七奈          | 4月29日       |
| Archive 5  |                  |                   | 梅津朋美          | 國本一穗               | 吉田龍一郎 小林史緒里 築山翔太                 | -                 | 齋藤健吾 森七奈          | 5月5日        |
| Archive 6  |                  | 朱曉              | 朱曉              | 八木原唯 胡峰城 大井景 | 佐佐木政勝                                     | 森七奈            | 5月12日                  |               |
| Archive 7  |                  | 大野木寬          | 中島政興          | 中島政興               | 清水海都 小木曾遙 須佐祥智                     | -                 | 小暮梨奈 立野杏奈 守重螢 | 5月19日       |
| Archive 8  | 秘密             | Yostar            | 渡邊輝重 山岸大悟 | 樱美胜志               | 八木原唯 胡峰城 LUXIF 叶昌 周俊杰              | -                 | 森七奈                   | 5月26日       |
| Archive 9  | 前往阿拜多斯沙漠 | 大野木宽          | 星川孝文 山岸大悟 | 田部伸一               | st.Silver 佐佐木政勝                           | -                 | 森七奈                   | 6月2日        |
| Archive 10 | 唯一有意义的地方 | 浅藤萤            | 牧俊治            | 牧俊治                 | 拾月动画                                       | -                 | 萩原弘光 森七奈          | 6月9日        |
| Archive 11 |                  |                   | 田部伸一          | 田部伸一               | st.Silver 佐佐木政勝                           | -                 | 森七奈 ⽴野杏奈          | 6月16日       |
| Archive 12 | 我回来了         | 浅藤萤            | 山岸大悟 牧俊治   | 牧俊治 山岸大悟 朱晓   | 杭州神在动画： 炎珏动画： 拾月动画             | 山本浩宪          | 森七奈 萩原弘光          | 6月23日       |

#### 播映平台
日本深夜動畫：下文記載的日本国内播放時間使用日本標準時間（UTC+9）表示。因為部分時間标识會採用30小时制，因此請留意这类超过24:00的时间，其實際播放時間為翌日清晨。
| 播放日期             | 播放時間（UTC+9）  | 播放電視台   | 播放地區       | 備註     |
| -------------------- | ------------------ | ------------ | -------------- | -------- |
| 2024年4月7日—6月23日 | 星期日 23:45—24:15 | 東京電視台   | 关东广域圈     |          |
| 2024年4月7日—6月23日 | 星期日 23:45—24:15 | 大阪电视台   | 大阪府         |          |
| 2024年4月7日—6月23日 | 星期日 23:45—24:15 | 爱知电视台   | 爱知县         |          |
| 2024年4月7日—6月23日 | 星期日 23:45—24:15 | 濑户内电视台 | 冈山县、香川县 |          |
| 2024年4月7日—6月23日 | 星期日 23:45—24:15 | TV北海道     | 北海道         |          |
| 2024年4月7日—6月23日 | 星期日 23:45—24:15 | TVQ九州放送  | 福冈县         |          |
| 2024年4月8日—6月26日 | 星期一 24:00—24:30 | BS11         | 日本全國       | 衛星廣播 |

| 播映地區                           | 播映平台                           | 播映日期             | 播映時間              | 備註   |
| ---------------------------------- | ---------------------------------- | -------------------- | --------------------- | ------ |
| 中国大陆                           | 《蔚蓝档案》哔哩哔哩官方账号       | 2024年4月7日—6月23日 | 星期日 23:30（UTC+8） | [ 59 ] |
| 台湾                               | 巴哈姆特動畫瘋                     | 2024年4月7日—6月23日 | 星期日 23:30（UTC+8） | [ 60 ] |
| 台湾                               | KKTV                               | 2024年4月7日—6月23日 | 星期日 23:30（UTC+8） | [ 60 ] |
| 台湾                               | friDay影音                         | 2024年4月7日—6月23日 | 星期日 23:30（UTC+8） | [ 60 ] |
| 台湾                               | MyVideo                            | 2024年4月7日—6月23日 | 星期日 23:30（UTC+8） | [ 60 ] |
| 台湾                               | Hami Video                         | 2024年4月7日—6月23日 | 星期日 23:30（UTC+8） | [ 60 ] |
| 台湾                               | 中華電信MOD                        | 2024年4月7日—6月23日 | 星期日 23:30（UTC+8） | [ 60 ] |
| 台湾                               | LINE TV                            | 2024年4月7日—6月23日 | 星期日 23:30（UTC+8） | [ 60 ] |
| 台湾                               | CATCHPLAY+                         | 2024年4月7日—6月23日 | 星期日 23:30（UTC+8） | [ 60 ] |
| 台湾                               | LiTV                               | 2024年4月7日—6月23日 | 星期日 23:30（UTC+8） | [ 60 ] |
| 台湾                               | Ofiii                              | 2024年4月7日—6月23日 | 星期日 23:30（UTC+8） | [ 60 ] |
| 香港、澳門、台灣、馬來西亞、新加坡 | Ani-one中文官方動畫頻道（YouTube） | 2024年4月7日—6月23日 | 星期日 23:30（UTC+8） |        |

#### BD
| 卷數 | 發售日期       | 收錄集數        | 規格編號  |
| ---- | -------------- | --------------- | --------- |
| 1    | 2024年8月28日  | 第1集 - 第3集   | SHBR-0739 |
| 2    | 2024年9月25日  | 第4集 - 第6集   | SHBR-0740 |
| 3    | 2024年10月30日 | 第7集 - 第9集   | SHBR-0741 |
| 4    | 2024年11月27日 | 第10集 - 第12集 | SHBR-0742 |

《蔚藍檔案 The Animation》全卷BD均配备日文、简体中文、繁体中文、韩文、英文字幕。

## 反响

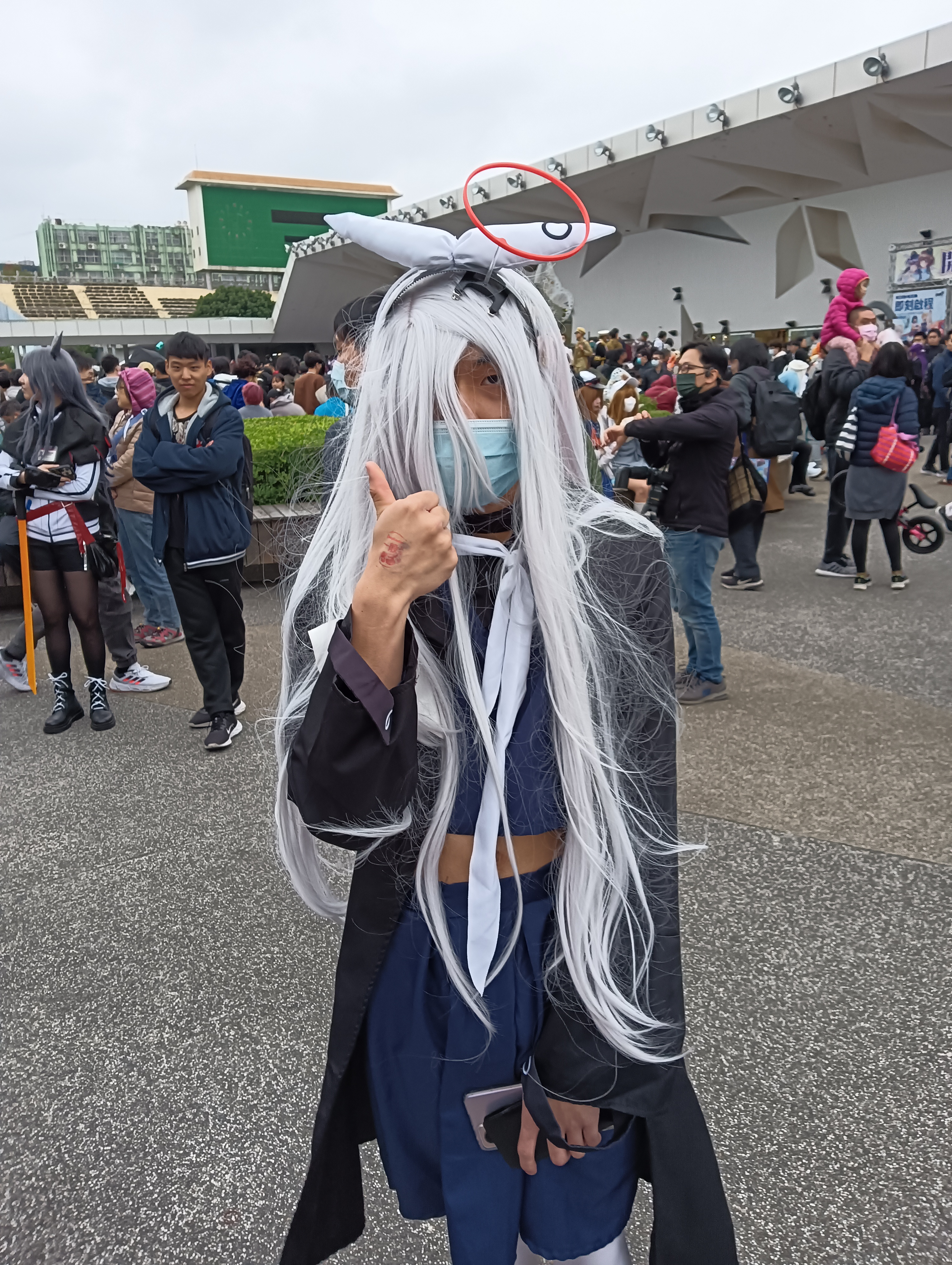
第42屆開拓動漫祭上，一名扮成《蔚藍檔案》普拉娜的Cosplayer

### 收入与排行
2021年2月5日是蔚蓝档案日版上线后的第二天，游戏当天在Google Play免费游玩榜排行第一，次日亦在iOS应用商店获得了相同的排行。在Google Play日本区公布的2021年游戏榜单中，蔚蓝档案获玩家选择奖提名。2023年1月25日，日版运营宣布游戏在iOS应用商店付费排行榜上夺得首位。
根据调查公司Sensor Tower的数据，截止2023年1月，蔚蓝档案全球累计营收已超过2.4亿美元，下载量前三的地区分别为日本、韩国和美国。在游戏发行商Yostar自本游戏日版发行到这段时间的收入中，蔚蓝档案占据的比例排行第二，仅次于《明日方舟》。在NEXON2023年第二季度决算说明会中，蔚蓝档案成为了该公司在日本与韩国的主要游戏收入来源，与同期相比均有大幅度增长。
相比其他版本，蔚蓝档案简体中文版表现则不尽人意。2023年8月4日，即简体中文版公测第二天，该游戏在中国大陆App Store销售排名中位列第19位，8月8日则跌至第42位。NEXON Games的股价也因此从8月3日的22750韩元持续下跌至8月7日的17700韩元，跌去了约22%。

### 评价
本游戏日版的β测试时期，电击Online的评论员カワチ和4Gamer.net的评论员F5/タワラ02参与了该次测试。F5/タワラ02认为本游戏的玩法简单、入门容易，他很享受这次测试；カワチ则感觉与角色互动的系统“日程”和“桃信”很有趣。后来4Gamer.net的评论员竹中プレジデント在日版开服前不久参与了8个小时的测试，他游玩这个接近发行版本的游戏后，得到的结论与前文两位参与β测试的评论员差不多；不过他还指出在玩家阅读故事时插入相关角色战斗这种安排、角色立绘表情的细节，体现了制作组的用心。

## 爭議事件

### 遊戲過場插圖修正
2021年12月16日，有玩家發現到本遊戲主線劇情第二章出現遊戲角色CG「天童愛麗絲」一絲不掛躺在椅子上（僅以稍長的頭髮遮重點部位）的過場插圖，在NEXON直營的國際版遭到局部放大與裁切的狀況。
此前在遊戲製作人金用河的訪談中，有提到國際版並不會修改遊戲原畫，由於遊戲上市後修改了天童愛麗絲的劇情CG，以致大多數人對金用河此前的承諾不滿，甚至因此申請退款、留一星負評，表達NEXON對日版和海外版兩者差別待遇的不平情緒。
隨後，NEXON方面在英文Twitter、中文Facebook發布了金用河的公開信，信中表示「前述案例是根據部分服務區域規範，不得不進行的調整」，接著表示「未來將判斷透過修正演出的最大程度，減少對內容的傷害，並朝該方向進行調整」。
2022年11月29日，該日推出更新檔，天童愛麗絲的插圖已經恢復成無修正版本。

### 国际版雙版本
2022年10月4日，蔚藍檔案國際版發布了公告，其中金用河表示接受到了遊戲物管理委員會提升遊戲分級的建議。為了平衡玩家需求，決定國際服以雙版本的形式發行，兩個版本對應的分級分別為“青少年”和“成人”，該次變更於11月29日實裝。此事引發了韓國玩家抗議，5千多位玩家前往國會大廈前請願，並聯名要求管理委員會重新分級。韓國政府監管機關審計監察院在2023年1月30日至2月24日對管理委員會進行了調查，結果發現該組織挪用公款，最終遊戲內容管理與自律部門的三名部門負責人辭職。

### 雀魂联动
2024年4月1日，蔚藍檔案官方发布动态宣布与游戏《雀魂麻将》进行联动，其中，砂狼白子、小鸟游星野、陆八魔阿露、浅黄睦月将作为联动角色加入游戏，这一消息引发了中国大陆玩家的不满，通过bilibili、新浪微博向官方表达不满，评论数一度达到10多万。2024年4月17日，在中国大陆玩家的不满中，联动依然正常进行。

### 三周年直播爭議
2024年10月18日，因國際服在直播中將台湾、香港列為國家，進而引發大量中国大陆服玩家不滿。當天，蔚藍檔案中國大陆官方率先透過bilibili發表聲明表示堅定維護一中原則；10月20日，國際服以中、英、韓文跟進，台版FB亦轉載B站宣言，這一舉動引起了台湾在內的國際服玩家的不滿，相關遊戲評分與官方SNS各帳號亦遭到負評轟炸。

## 外部連結
- 遊戲官方网站：國際版、日文版、簡體中文版
- 動畫官方网站：動畫官網